# Prohodî, Liubeșiv
Prohodî (în ucraineană Проходи) este un sat în comuna Velîkîi Kurin din raionul Liubeșiv, regiunea Volînia, Ucraina.

## Demografie
Componența lingvistică a localității Prohodî
     Ucraineană (100%)
Conform recensământului din 2001, toată populația localității Prohodî era vorbitoare de ucraineană (100%).